# Підводний туризм

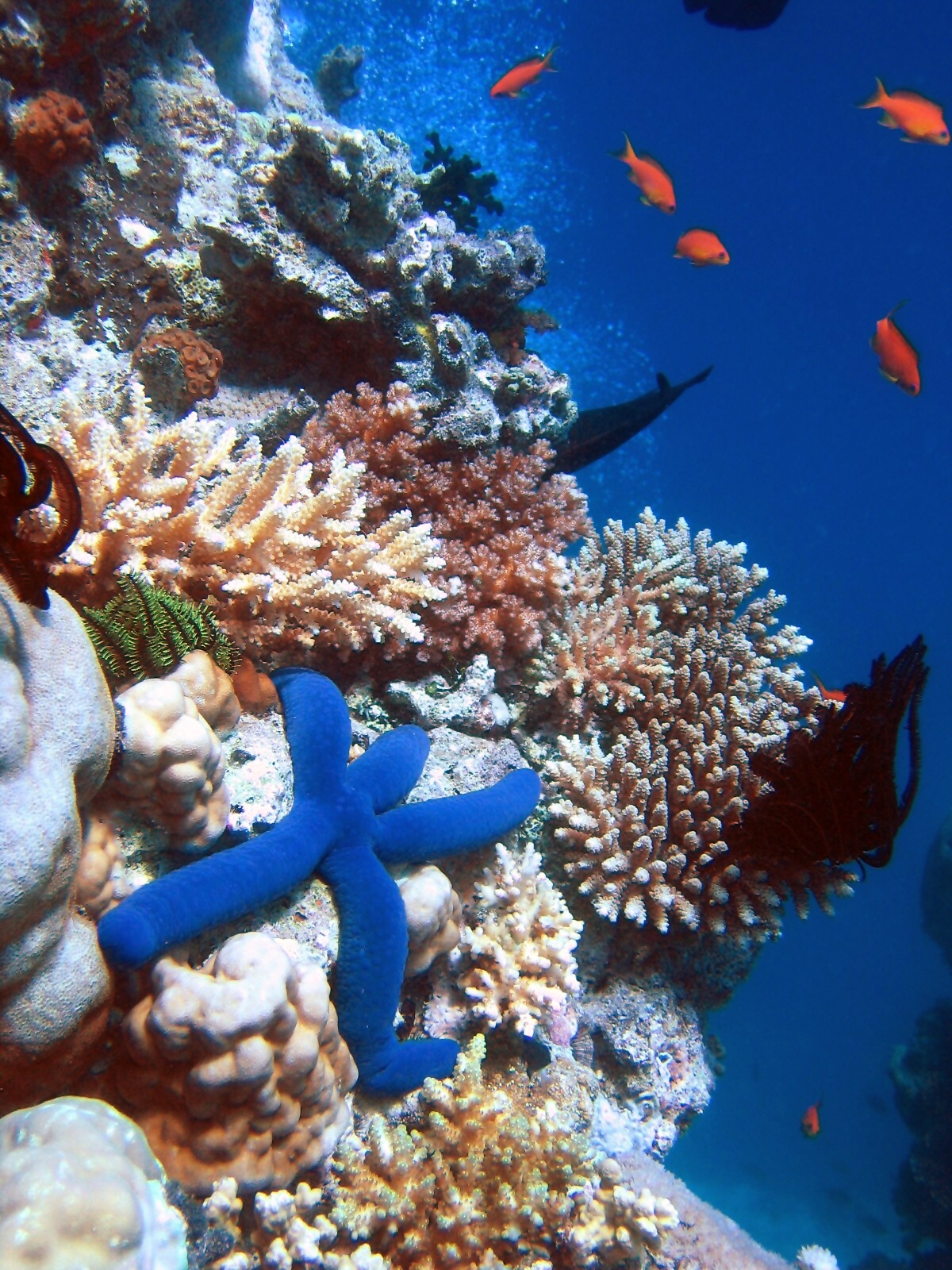
Великий бар'єрний риф, Австралія, — одне з найбільш відвідуваних місць для дайвінгового туризму

Підводний туризм (дайвінг-туризм, снорклінг, туризм на підводному човні) — це різновид туризму, в основі якого підводне плавання зі спеціальним спорядженням.

## Різновиди підводного туризму
Дайвінг (англ. «diving» від англ. «To dive» — пірнати) — в англійській мові, звідки було взято слово, англ. diving позначає просто «пірнання», і використовується для опису підводного плавання зі спорядженням (англ. scuba diving) або без нього (англ. free diving), водолазної справи (англ. hooka diving) і просто стрибків у воду.
Підводний туризм можна розділити на три класи:
— фрі-дайвінг (або апноє) — підводне плавання при затримці дихання. Дозволяє пробути під водою кілька хвилин (світовий рекорд — 11 хвилин 35 секунд);
— рекреаційний дайвінг — підводне плавання для відпочинку, задоволення. Цей вид занурень обмежений глибиною 40 метрів. Також в рекреаційному дайвінгу існує, як підклас, технічний дайвінг — це будь-яке занурення за межі зони денного світла та будь-яке занурення глибше 40 метрів і будь-яке занурення, яке вимагає декомпресійних зупинок.
Різновидами технічного дайвінгу є кейв-дайвінг і болотний дайвінг;
— професійний дайвінг (або комерційний), використовується також термін «водолазні роботи»;
— нічний дайвінг. Сама можливість бачити в темріяві приносить дайверу рідкісне задоволення. В цей час доби можна побачити дивовижних тварин і риб, які ведуть нічний спосіб життя. При нічних зануреннях дайверам необхідне додаткове спорядження — лампи, світлові хімічні олівці, стробоскопи. Серед особливостей нічного дайвінгу слід зазначити детальне знання техніки здійснення нічних занурень, хороше знання місця занурення і досвід підводної фотографії в незвичайних умовах;
— підлідний дайвінг. Такі занурення дають можливість спостерігати і досліджувати химерні форми льоду, тварин і рослинність холодного місця існування. Крім традиційного комплекту спорядження, дайверам-підлідникам необхідні регулятори, шнурки, страхувальні канати, переговорні пристрої і навіть запасний сухий костюм. У числі особливостей підлідного дайвінгу тривала і наполеглива підготовка, хороше знання техніки безпеки, відлагоджена взаємодія партнерів, правильність вибору і організації місця занурення, знання особливих процедур виконання кожного занурення. Підлідний дайвінг — це спорт підвищеного ризику, безпека дайвера тут залежить від правильності планування, точності і злагодженості проведення занурення;
— підводна дайвінг-спелеологія — це не тільки отримання задоволення, але і перевірка сили волі. У цьому, як і багато в чому іншому, спелеологічний дайвінг схожий на підлідний: ті ж психологічні перешкоди, ті ж дослідницькі цілі. Так само, як підлідний дайвінг, підводна спелеологія вимагає спеціального спорядження і навичок, зокрема уміння користуватися котушкою з мотузкою. Крім того, що підготовка в цьому виді дайвінгу досить складна і вельми тривала за часом, потрібно пам'ятати і про те, що спелеологічні занурення проводяться в умовах обмеженого простору з неминучою загрозою клаустрофобії і труднощів, що виникають при використанні газових сумішей. У таких складних умовах необхідні бездоганно відпрацьовані навички дій в аварійних ситуаціях, сила волі й здатність впоратися з панікою, уміння орієнтуватися. Ризик при подібному зануренні величезний, проте задоволення, що отримується при цьому, максимальне;
— дайвінг-дослідження затонулих кораблів також один з різновидів дайвінгу. Такі занурення здійснюються перш за все в дослідницьких цілях, для розкриття таємниць загибелі судів і підняття затонулих об'єктів, у пошуках скарбів і для того, щоб зустрітися з тисячолітньою історією, похованою на морській глибині;
— підводне полювання, дайвінг в цьому вигляді проводиться у відкритих водоймищах, де можна наловити риби;
— спортивний дайвінг — комбіноване плавання (300 метрів). Спортивний дайвінг це найпростіший вид дайвінгу. Він здійснюється ради розваги і отримання задоволення, метою таких занурень є знайомство з підводним світом і дослідження флори і фауни морів і океанів. Відчуття невагомості, ілюзія ширяння над безоднею приносять дайверу величезне задоволення. Відмінні риси спортивного дайвінгу очевидні: це простота підготовки, максимум безпеки і мінімум спорядження.
Експерти визначили, що найкращими місцями у світі для підводного туризму є:
- Галапагоські острови, Еквадор;
- Сипадан, Малайзія;
- Мальта;
- Мальдіви;
- Єгипет.

Дайвінг-туризм — це особливий світ, про який кожен мріяв з дитинства. Унікальна можливість пізнати секрети морів і океанів, зануритися в чарівне місце існування — воду, проникнути в таємниці морських мешканців, спостерігаючи за їх життям.
На Карибських і Канарських островах процвітає ще один вид відпочинку для туристів під водою. Милуватися підводним світом тут можна з ілюмінаторів туристичних підводних човнів. Туристичні підводні човни відрізняються від військових скромними розмірами, невеликим часом занурення (оскільки працюють винятково на електричній тязі) і наявністю великих акрилових ілюмінаторів товщиною 7,6 см; занурюються такі човни на 20—35 м, тривалість підводної прогулянки зазвичай не перевищує однієї години. Всередині корпусу човна великий салон із сидіннями, температура підтримується кондиціонерами.
Сноркелінг, снорклінг (нім. Schnorchel — дихальна трубка) — вид плавання під поверхнею води з маскою і дихальною трубкою і, зазвичай, з ластами. Маска дозволяє чітко бачити під водою, трубка – дихати зануреним у воду обличчям, а ласти – рухатися з меншими зусиллями і більшим контролем. Снорклінг не вимагає спеціальної підготовки, великих витрат або значних фізичних зусиль. Він дозволяє нам побачити красу підводного світу, і, як і будь-яка інша вправа у воді, приносить дивовижну користь для здоров'я. Снорклінг – це також чудова можливість зробити епічні підводні знімки або морських мешканців. Для цього потрібна лише водонепроникна камера.
Сноркелінг здебільшого практикують вільно, заходячи у воду з пляжу або скель. Однак, щоб дістатися до деяких місць, розташованих далеко від берега, може знадобитися човен. Багато компаній по всьому світу організовують одноденні або південні тури для сноркелінгу, які дозволяють сноркелерам насолодитися такими місцями, як бар'єрні рифи, острови або бухти.
Ідеальні місця для снорклінгу – це теплі та помірні моря, з прозорою водою, майже без хвиль і течій, з яскравим морським життям. Коралові рифи з їх барвистим і багатим біорізноманіттям, безумовно, є найпопулярнішими місцями для снорклінгу, але потенційно можна дослідити і багато інших водних середовищ.
Не обов'язково пірнати з аквалангом, щоб зустріти істот, яких ми всі мріємо побачити під водою: барвисті тропічні риби (риби-ангели, риби-клоуни, риби-метелики...), китові акули, морські коники, морські черепахи, рифові акули, скати, восьминоги, морські зірки, гігантські молюски, мурени, і навіть дельфіни та кити.
У деяких частинах світу можна поплавати з маскою і трубкою з тюленями-ченцями, морськими левами, пінгвінами та косяками медуз без жала. Кількість підводних пам'яток, які можна побачити під час снорклінгу, майже не обмежена.
Найвідоміші місця для снорклінгу у світі:
- Природний заповідник Рас-Мохамед[2], Єгипет;
- Атол Баа[3], Мальдіви;
- Великий Бар'єрний риф[4], Австралія;
- Ханаума Бей[5], Гаваї;
- Острів Кокос[6], Коста-Ріка.

## Підводні музеї
Підводні музеї – це музеї, експонати яких розташовані на дні морів, океанів або інших водойм. Вони можуть бути створені з різних матеріалів, у тому числі з бетону, металу, каменю, пластику або навіть живих організмів.
Підводні музеї можуть мати різні цілі. Одні з них створені для збереження історичних або культурних цінностей. Підводні музеї можуть бути відкриті для всіх бажаючих, але для відвідування деяких з них, особливо тих, які розташовані на великій глибині, потрібна спеціальна підготовка. 
Найпопулярнішим музеєм є «Музей підводних скульптур Канкун», Мексика, це дивовижний підводний музей, який охоплює площу 420 м кв., а на глибині від 2 до 10 метрів розташовані чудові скульптури. Щоб помилуватися ними, вам доведеться вдягнути спеціальне спорядження і зайнятися дайвінгом. Дослідження фігур відбувається під контролем досвідченого інструктора, а особлива чарівність і неймовірна атмосфера музею не забудеться ніколи. Під водою знаходиться 500 скульптур, які зібрані в кілька експозицій. 487 фігур створено засновником музею Джейсоном де Кайресом Тейлором. Перші чотири скульптури були встановлені 2009 року, а до кінця 2013-го їх загальна кількість склала 500 фігур. У вигляді скульптур показані такі історії, як «Завоювання», «Революція», «Незалежність». В основному колекція – це фігури людей, але також можна побачити машини чи будинки.
Музей був створений, щоб захистити навколишнє середовище. Скульптор Джейсон де Кайрес Тейлор задумався над тим, як мільйони туристів щороку завдають збитків морським мешканцям, занурюючись на дно Карибського моря з метою вивчення коралових рифів. Найбільший кораловий риф Канкуна Manchones Reef був пошкоджений саме туристами. Тоді скульптор вирішив встановити під водою бетонні скульптури, на яких з часом з’явиться штучний риф, а також зможуть жити підводні мешканці.
Також популярними підводними музеями які можна відвідати, є:
- Підводний музей скульптури, Лансароте[9], Іспанія;
- Підводний музей військової техніки, Йорданія;
- Коралларіум, Мальдіви;
- Підводний музей античності Байя, Італія.

## Обладнання
Спорядження для підводного плавання, що використовується аквалангістом з метою занурення, і включає в себе дихальний апарат, гідрокостюм, системи контролю плавучості і обважнення, ласти для забезпечення мобільності, маску для поліпшення підводного зору, а також різноманітне страхувальне спорядження та інші аксесуари.

### Дихальні апарати
Основним обладнанням, яке використовує аквалангіст, є однойменний акваланг - автономний підводний дихальний апарат, який дозволяє дайверу дихати під час занурення і транспортується самим дайвером. Його також часто називають аквалангом.
Під час занурення, на додаток до нормального атмосферного тиску на поверхні, вода чинить зростаючий гідростатичний тиск, що становить приблизно 1 бар (14,7 фунтів на квадратний дюйм) на кожні 10 м (33 фути/10,05 метрів) глибини. Тиск вдихуваного повітря повинен врівноважити тиск навколишнього середовища, щоб забезпечити контрольоване роздування легенів. Стає практично неможливо дихати повітрям при нормальному атмосферному тиску через трубку на глибині нижче трьох футів (0,9 метра) під водою.
Більшість рекреаційних занурень з аквалангом здійснюються з використанням напівмаски, яка закриває очі і ніс дайвера, і загубника для подачі дихального газу з клапана або респіратора. Вдихання через загубник регулятора дуже швидко стає другою натурою. Іншим поширеним варіантом є повна маска, яка закриває очі, ніс і рот, і часто дозволяє дайверу дихати через ніс. Професійні аквалангісти частіше використовують повні маски, які захищають дихальні шляхи, якщо дайвер втрачає свідомість.

### Акваланги з відкритим затвором
Акваланги з відкритим контуром не передбачають використання дихального газу більше одного разу для дихання. Газ, який вдихається з акваланга, видихається в навколишнє середовище або іноді в інший елемент спорядження для спеціальної мети, зазвичай для збільшення плавучості підйомного пристрою, такого як компенсатор плавучості, надувний поверхневий маркерний буй або невеликий підйомний мішок. Дихальний газ, як правило, подається з балона високого тиску через регулятор для підводного плавання. Завжди забезпечуючи відповідний дихальний газ при атмосферному тиску, регулятори з клапаном на вимогу гарантують, що дайвер може вдихати і видихати природно і без надмірних зусиль, незалежно від глибини, в міру необхідності.
Найчастіше в наборах для підводного плавання використовується «одношланговий» 2-ступеневий регулятор з відкритим контуром, підключений до одного балона високого тиску, з'єднаного ззаду з клапаном балона, а другий – з загубником. Ця схема відрізняється від оригінальної «двошлангової» конструкції Еміля Ганьяна і Жака Кусто 1942 року, відомої як Aqua-lung, в якій тиск в балоні знижувався до тиску навколишнього середовища в один або два етапи, які знаходилися в корпусі, з'єднаному з клапаном балону або колектором. Одношлангова система має значні переваги над оригінальною системою для більшості застосувань.
У двоступеневій конструкції з одним шлангом регулятор першого ступеня знижує тиск в балоні приблизно до 300 бар (4400 фунтів на квадратний дюйм) до проміжного тиску (IP) приблизно на 8-10 бар (120-150 фунтів на квадратний дюйм) вище тиску навколишнього середовища. Регулятор клапана вимоги другого ступеня, що живиться шлангом низького тиску від першого ступеня, подає дихальний газ під тиском навколишнього середовища до рота водолаза. Гази, що видихаються, виводяться безпосередньо в навколишнє середовище як відходи через зворотний клапан на корпусі другого ступеня. Перший ступінь зазвичай має принаймні один вихідний отвір, що подає газ при повному тиску в балоні, який з'єднаний з занурювальним манометром або підводним комп'ютером дайвера, щоб показати, скільки дихального газу залишилося в балоні.
У «одношланговій» двоступеневій конструкції регулятор першого ступеня знижує тиск в балоні приблизно до 300 бар (4400 фунтів на квадратний дюйм, 1995 кгс/кв. дюйм) до проміжного тиску (IP) приблизно 8-10 бар (120-150 фунтів на квадратний дюйм, 54-68 кг/кв. дюйм), що перевищує тиск навколишнього середовища. Регулятор клапана вимоги другого ступеня, що живиться шлангом низького тиску від першого ступеня, подає дихальний газ під тиском навколишнього середовища до рота водолаза. Гази, що видихаються, виводяться безпосередньо в навколишнє середовище як відходи через зворотний клапан на корпусі другого ступеня. Перший ступінь зазвичай має принаймні один вихідний отвір, що подає газ при повному тиску в балоні, який з'єднаний з занурювальним манометром або підводним комп'ютером дайвера, щоб показати, скільки дихального газу залишилося в балоні.

### Підводне бачення
Вода має вищий показник заломлення, ніж повітря, подібно до показника заломлення рогівки ока. Світло, що потрапляє на рогівку ока з води, майже не заломлюється, залишаючи лише кришталик ока для фокусування світла. Це призводить до дуже сильної гіперметропії. Тому люди з сильною короткозорістю можуть бачити під водою без маски краще, ніж люди з нормальним зором. Водолазні маски і шоломи вирішують цю проблему, забезпечуючи повітряний простір перед очима дайвера. Помилка заломлення, створювана водою, в основному коригується, оскільки світло проходить з води в повітря через плоску лінзу, за винятком того, що об'єкти здаються приблизно на 34% більшими і на 25% ближчими у воді, ніж вони є насправді. Лицьова панель маски підтримується рамкою і обтюратором, які є непрозорими або напівпрозорими, тому загальне поле зору значно зменшується, і координація очей і рук повинна бути відрегульована.

### Підводні ліхтарі
Вода послаблює світло шляхом вибіркового поглинання. Чиста вода переважно поглинає червоне світло, меншою мірою - жовте і зелене, тому найменше поглинає синє світло. Розчинені речовини також можуть вибірково поглинати колір на додаток до поглинання самою водою. Іншими словами, чим глибше занурюється дайвер, тим більше кольору поглинає вода, і в чистій воді колір стає синім з глибиною. На кольоровий зір також впливає каламутність води, яка зменшує контрастність. Штучне світло корисне для освітлення в темряві, для відновлення контрасту на близькій відстані і для відновлення природного кольору, втраченого через поглинання.
Дайверам, які потребують коригувальних лінз, щоб чітко бачити поза водою, зазвичай потрібні такі ж лінзи під час носіння маски. Для деяких масок з двома вікнами доступні стандартні коригувальні лінзи, а спеціальні лінзи можна приклеїти до масок з одним переднім вікном або двома вікнами.
Під час занурення дайвер повинен періодично видихати через ніс, щоб вирівняти внутрішній тиск маски з тиском навколишньої води. Плавальні окуляри не підходять для дайвінгу, оскільки вони закривають лише очі і, таким чином, не дозволяють вирівняти тиск. Нездатність вирівняти тиск всередині маски може призвести до баротравми, відомої як здавлювання маски.
Маски мають тенденцію до запотівання, коли тепле вологе повітря, що видихається, конденсується на холодній внутрішній стороні обтюратора. Щоб запобігти запотіванню, багато дайверів перед використанням спльовують в суху маску, розподіляють слину по внутрішній стороні скла і змивають її невеликою кількістю води. Залишки слини дозволяють конденсату змочити скло і утворити суцільну вологу плівку, а не крихітні крапельки. Існує кілька комерційних продуктів, які можна використовувати як альтернативу слині, деякі з них є більш ефективними і діють довше, але існує ризик потрапляння засобу проти запотівання в очі.
Підводні ліхтарі також можуть приваблювати рибу та інших морських мешканців.

### Захисний костюм
Захист від втрати тепла в холодній воді зазвичай забезпечують гідрокостюми або сухі костюми. Вони також забезпечують захист від сонячних опіків, потертостей і укусів деяких морських організмів. Там, де теплоізоляція не важлива, може бути достатньо лайкрового костюма/водолазної шкури.
Гідрокостюм - це одяг, зазвичай виготовлений зі спіненого неопрену, який забезпечує теплоізоляцію, стійкість до стирання і плавучість. Теплоізоляційні властивості залежать від бульбашок газу, що містяться в матеріалі, які зменшують його здатність проводити тепло. Бульбашки також надають гідрокостюму низьку щільність, забезпечуючи плавучість у воді. Костюми варіюються від тонких (2 мм або менше) «шортів», що покривають лише торс, до повних 8-міліметрових напівсухих, зазвичай доповнених неопреновими черевиками, рукавичками і капюшоном. Хороше прилягання і невелика кількість застібок-блискавок допомагають костюму залишатися водонепроникним і зменшують промивання – заміну води, що потрапила між костюмом і тілом, холодною водою ззовні. Покращені ущільнення на шиї, зап'ястях і щиколотках, а також перегородки під вхідною застібкою-блискавкою роблять костюм «напівсухим».
Сухий костюм також забезпечує термоізоляцію під час занурення у воду і зазвичай захищає все тіло, окрім голови, рук та іноді ніг. У деяких конфігураціях вони також закриті. Сухі костюми зазвичай використовуються там, де температура води нижче 15 °C (60 °F) або для тривалого занурення у воду вище 15 °C (60 °F), де користувач гідрокостюма може замерзнути, і з інтегрованим шоломом, черевиками і рукавичками для особистого захисту при зануренні в забруднену воду. Сухі костюми розроблені таким чином, щоб запобігти потраплянню води всередину. Це, як правило, забезпечує кращу ізоляцію, що робить їх більш придатними для використання в холодній воді. У теплому або гарячому повітрі в них може бути некомфортно, і вони зазвичай дорожчі та складніші в одяганні. Для дайверів вони додають певної складності, оскільки костюм потрібно надувати і здувати при зміні глибини, щоб уникнути «здавлювання» при спуску або неконтрольованого швидкого підйому через надмірну плавучість. Дайвери, які використовують сухі костюми, можуть також використовувати газ аргон для надування костюмів через шланг низького тиску. Це пов'язано з тим, що газ інертний і має низьку теплопровідність.

### Моніторинг та навігація
Якщо максимальна глибина води не відома, а вона досить мілка, дайвер повинен контролювати глибину і тривалість занурення, щоб уникнути декомпресійної хвороби. Традиційно це робилося за допомогою глибиноміра і водолазного годинника, але зараз широко використовуються електронні підводні комп'ютери, які запрограмовані на моделювання декомпресійних вимог для занурення в реальному часі і автоматично враховують інтервал між зануреннями на поверхні. Багато з них можуть бути налаштовані на газову суміш, яка буде використовуватися під час занурення, а деякі можуть приймати зміни в газовій суміші під час занурення. Більшість підводних комп'ютерів забезпечують досить консервативну модель декомпресії, і рівень консерватизму може бути обраний користувачем в певних межах. Більшість декомпресійних комп'ютерів також можна певною мірою налаштувати на компенсацію висоти над рівнем моря.
Якщо місце занурення і план занурення вимагають від дайвера вміння орієнтуватися, можна взяти з собою компас, а там, де відновлення маршруту має вирішальне значення, наприклад, при проникненні в печеру або на затонулі кораблі, прокладають напрямну лінію з котушки для занурення. У менш критичних умовах багато дайверів просто орієнтуються за орієнтирами і пам'яттю – процедура, також відома як лоцманська або природна навігація. Аквалангіст завжди повинен знати про залишковий запас дихального газу і тривалість занурення, яку він може безпечно підтримувати, беручи до уваги час, необхідний для безпечного спливання на поверхню, і запас на передбачувані непередбачувані обставини. Зазвичай це контролюється за допомогою занурювального манометра на кожному балоні.

### Засоби безпеки
Аварійний балон забезпечує аварійний запас дихального газу, достатній для безпечного аварійного підйому. Будь-який аквалангіст, який занурюється нижче глибини, з якої він може безпечно здійснити аварійний підйом вплав, повинен переконатися, що у нього завжди є альтернативний запас дихального газу на випадок виходу з ладу обладнання, яким він дихає в даний момент. Залежно від профілю запланованого занурення, зазвичай використовують кілька систем. Найпоширенішою, але найменш надійною є система, при якій товариш по зануренню ділить газ за допомогою вторинного другого ступеня, зазвичай званого регулятором «восьминіг», з'єднаного з первинним першим ступенем. Ця система повністю покладається на те, що напарник буде негайно готовий надати аварійний газ. Більш надійні системи вимагають, щоб дайвер мав при собі альтернативний запас газу, достатній для того, щоб безпечно дістатися до місця, де є більше дихального газу. Для рекреаційних дайверів у відкритій воді це поверхня. Для технічних дайверів це може бути балон на сцені, розташований в точці на шляху до виходу. Аварійний запас газу повинен бути достатньо безпечним для дихання в будь-якій точці запланованого профілю занурення, де він може знадобитися. Цим обладнанням може бути аварійний балон, аварійний ребризер, балон з туристичним газом або балон з декомпресійним газом. У разі використання горючого газу або декомпресійного газу резервним джерелом газу може бути зворотний газ (основна система газопостачання).
Ріжучі інструменти, такі як ножі, кусачки або ножиці, часто використовуються водолазами для того, щоб звільнитися від заплутаності в сітках або лісках. Поверхневий маркерний буй на лінії, яку тримає водолаз, вказує на місцезнаходження водолаза для персоналу на поверхні. Це може бути надувний маркер, що розгортається дайвером в кінці занурення, або герметичний поплавок, що буксирується протягом усього занурення. Маркер поверхні також дозволяє легко і точно контролювати швидкість підйому і глибину зупинки для більш безпечної декомпресії.
Для того, щоб допомогти персоналу на поверхні виявити дайвера після підйому, можуть використовуватися різні засоби виявлення на поверхні. На додаток до поверхневого маркерного буя, дайвери можуть мати при собі дзеркала, ліхтарі, стробоскопи, свистки, сигнальні ракети або аварійні локаційні маяки.

### Аксесуари та інструменти
На додаток до водолазного спорядження дайвери можуть мати при собі підводне фото- або відеообладнання, а також інструменти для конкретних завдань. Професійні дайвери зазвичай носять з собою і використовують інструменти для полегшення своєї підводної роботи, в той час як більшість дайверів-любителів не займаються підводними роботами.

## Підводний туризм в Україні
Дайвінг в Україні на початку 2000-х років не був складовою туристичної галузі, як у багатьох країнах світу, а радше був клубним рухом. За даними Департаменту підводної спадщини НАНУ, у країні близько 50 офіційно зареєстрованих і щонайменше близько 100 нелегально діючих дайв-центрів і дайв-клубів. Це роз'єднані структури, що конкурують між собою, з різним рівнем технічної оснащеності та сервісу, який часто не відповідає елементарним нормам безпеки. 
До того ж, як це не сумно, дайвінг у нашій країні часто асоціюється не стільки з туризмом, скільки з "чорною" археологією. Було б помилкою стверджувати, що всі дайвери займаються цим. Але вандалізм щодо підводних пам'яток в останні 25 років перетворився на безконтрольний процес і набув загрозливих розмірів.
Але 2005 року було створено державне підприємство "Укрдайвінг", яке, за ідеєю, має консолідувати вітчизняний дайвінг-туризм, вивести його на єдину систему адміністрування і розробити та впровадити жорсткі правила в рамках чинного законодавства. Офіційну заяву про створення підприємства було зроблено на прес-конференції в Києві в середині січня 2006 року.
Зараз дайвінг набув популярності та став важливою частиною туристичної галузі України.
Популярними локаціями для дайвінг-туризму в Україні є:
- Одеський підводний музей
- Світязь[10], Шацькі озера
- Малинський кар’єр[11], Житомирська область
- Острів Зміїний[12], Одеська область (на даний момент не може функціонувати як місце для туризму через російсько-українську війну[13])
- Соколовський кар’єр, Житомирська область

Снорклінг в Україні має широкий вибір, від мальовничих островів у Чорному морі, до чистих озер у Карпатах.
Популярні місця для снорклінгу в Україні:
- Острів Хортиця[14]
- Шацькі озера[15]
- Озеро Ялпуг [16]

З кожним роком все менше можливостей дайвінг-туризму та снорклінг-туризму, починаючи з 2014 року, через воєнний конфлікт та заходи екологічної безпеки, які все більше забороняють купатись в озерах, річках. 